# Иранский хип-хоп
Иранский хип-хоп — это стиль хип-хопа, сформировавшийся в 1990-е в Иране.
Благодаря распространению спутникового телевидения в Иране в начале 1990-х, хип-хоп нашёл последователей среди иранской молодежи (в основном, в поколении родившихся после исламской революции 1979).
Первым иранским рэпером стал Hichkas, чьи первые песни — «Trippe maa» («Путь, по которому мы идём») и «Ekhtelaf» («Разница») — были посвящены трудностям жизни в Тегеране. Позже группа Deev ввела политическую тематику в иранский хип-хоп — песня «Dasta bala» («Руки вверх»).
Число иранских групп хип-хоп резко возросло в последние годы, однако правительство Ирана ведёт в отношении этого жанра достаточно жёсткую политику. Иранское правительство фильтрует контент основных веб-сайтов, которые распространяют рэп-музыку. Многие исполнители рэпа были арестованы, некоторым из них временно запретили выезжать из страны. Иранская полиция периодически производит облавы на подпольные студии звукозаписи. Для легального распространения музыки в Иране необходимо иметь официальное разрешение Министерства культуры и исламской ориентации, которое представителям хип-хоп групп получить очень сложно.
Иранские средства массовой информации, которые в большинстве своём контролируется государством, в целом негативно относятся к рэп-музыке. В 2008 Голос Исламской Республики Иран показал документальный фильм под названием «Шок», где рэп-музыка обвинялась в проповедовании сатанизма и называлась источником многих социальных проблем, включая преступность и наркоманию. После демонстрации этого фильма многие музыканты-рэперы, такие как Ho3ein и Yas, а также авторы интернет-изданий, выступили в защиту рэпа, указав, что правительство пытается свалить на музыку неумение решать собственные проблемы.
Наиболее распространёнными жанрами рэпа в Иране являются этнический и социальный рэп. Эти направления имеют более широкое признание со стороны властей, поскольку, как правило, не затрагивают политическую проблематику.

## Известные иранские исполнители хип-хопа

### Социальный рэп
- Kaardo[5]
- Yas
- Hichkas
- Бахрам Нуреи
- Erfan Hajrasuliha
- Ho3ein
- Pishro
- Sorena

### Гангстерский рэп
Гангстерский рэп в Иране концептуально отличается от американского гангстерского рэпа. Иранские рэперы в этом жанре больше направлены на уличную жизнь и реалии мира самым непосредственным образом. Наиболее известные представители -
- Kaardo[5]
- Zedbazi[6]
- Pishro,
- Ho3ein
- Бабак Тай